# 陳文耀
陳文耀（？—？），字奎瞻，四川成都府内江縣人。

## 生平
万历四十六年（1618年）戊午科四川乡试举人，天啓五年（1625年）乙丑科進士，官户部主事。

## 家族
父陈心得，封知县。